# Galehorn
Das Galehorn ist ein 2796 m ü. M. hoher Berg in der Schweiz im Kanton Wallis. Der Berg gehört zu den Walliser Alpen und bildet die westliche Flanke des Simplonpasses. Das Galehorn bildet einen Abschnitt der Rhône-Po-Wasserscheide.
Auf dem Gipfel des Galehorns steht eine Sendeanlage.

## Erreichbarkeit
Das Galehorn kann zum Beispiel vom Simplonpass über den Bistinepass in einer ca. dreistündigen, anspruchsvollen Wanderung erreicht werden.

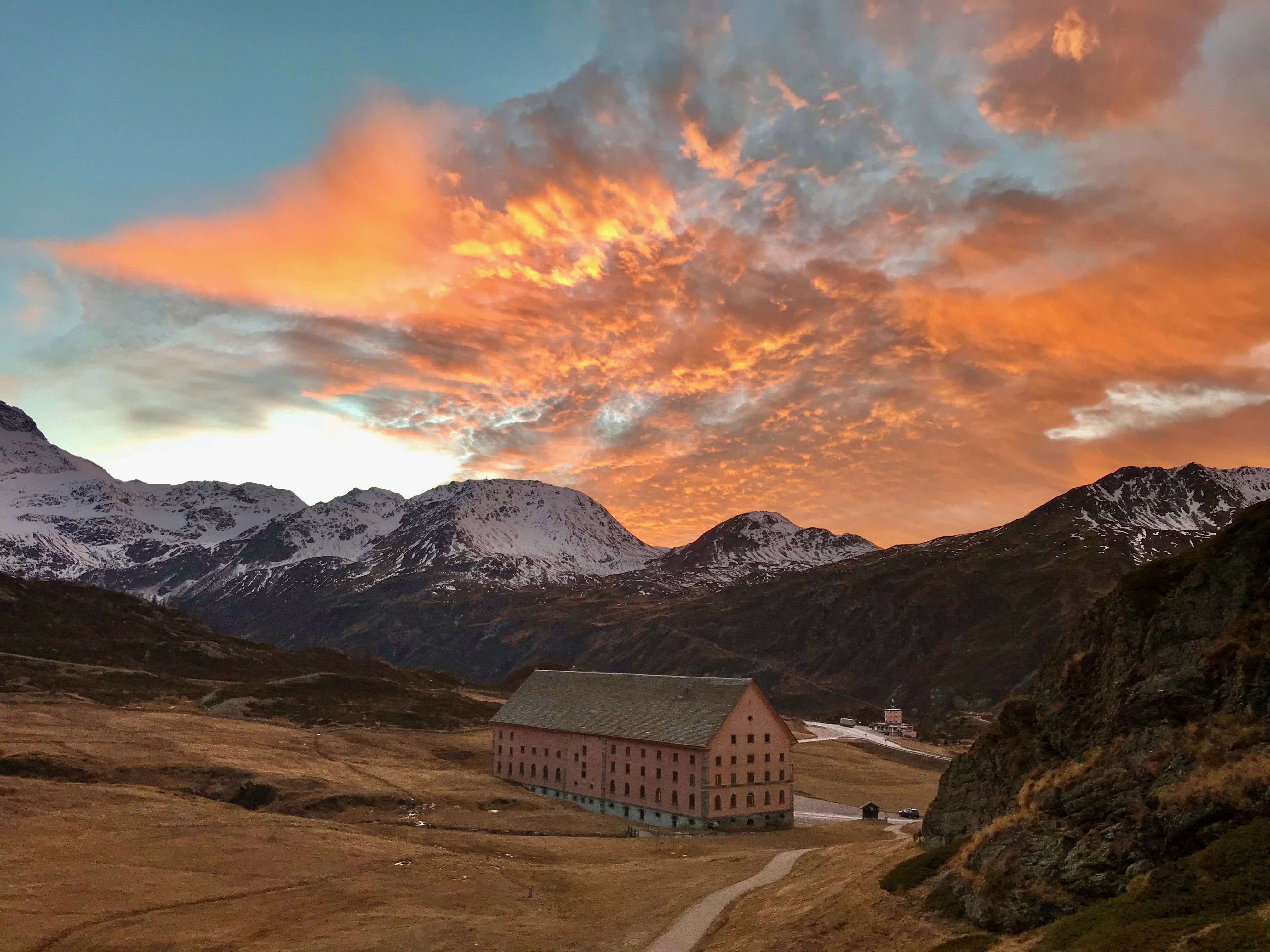
Galehorn über der linken Hausecke